# STS-51-G
是历史上第十八次航天飞机任务，也是发现号航天飞机的第五次太空飞行。

## 任务成员
- 丹尼尔·布兰登斯坦（Daniel Brandenstein，曾执行、以及任务），指令长
- 约翰·克雷顿（John O. Creighton，曾执行、以及任务），飞行员
- 珊农·露茜德（Shannon W. Lucid，曾执行、以及任务），任务专家
- 约翰·法比安（John M. Fabian，曾执行以及任务），任务专家
- 斯蒂芬·纳格尔（Steven R. Nagel，曾执行、以及任务），任务专家
- 帕特里克·鲍德雷（Patrick Baudry，法国宇航员，曾执行任务），有效载荷专家
- 苏尔坦·萨尔曼·阿尔-萨德（Sultan Salman Al-Saud，曾执行任务），有效载荷专家